# À la manière de Roméo
Pour plus de détails, voir Fiche technique et Distribution.
À la manière de Roméo (titre original : Doubling for Romeo) est un film américain muet réalisé par Clarence G. Badger, sorti en 1921.

## Fiche technique

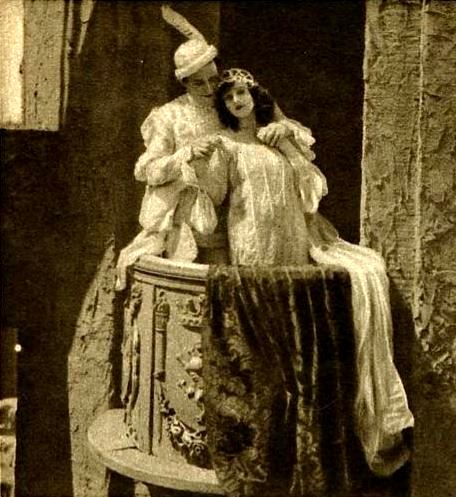
Will Rogers et Sylvia Breamer pour le magazine Screenland.

- Titre original : Doubling for Romeo
- Réalisation : Clarence G. Badger
- Scénario : Bernard McConville d'après une histoire de Elmer Rice
- Photographie : Marcel Le Picard
- Production : Samuel Goldwyn
- Société de production : Goldwyn Pictures Corporation
- Société de distribution : Goldwyn Distributing Company
- Pays de production :  États-Unis
- Format : noir et blanc — 35 mm — 1,33:1 — Film muet
- Durée : 60 minutes - 6 bobines
- Dates de sortie : 
  - États-Unis : 23 octobre 1921
  - France : 24 novembre 1922

## Distribution
- Will Rogers : Sam Cody / Romeo
- Sylvia Breamer : Lulu / Juliet
- Raymond Hatton : Steve Woods / Paris
- Sidney Ainsworth : Pendleton / Mercutio
- Al Hart : Big Alec / Tybalt
- John Cossar : Foster / Capulet
- Charles Thurston : Duffy Saunders / Benvolio
- Cordelia Callahan : Maggie / la servante
- Roland Rushton : Ministre / Moine
- Jimmy Rogers : Jimmie Jones
- William Orlamond : directeur du film

## Conservation
- Des copies du film subsistent à la Cinémathèque royale de Belgique à Bruxelles et au Museum of Modern Art à New York[1].